# Nashitsubo no gonin

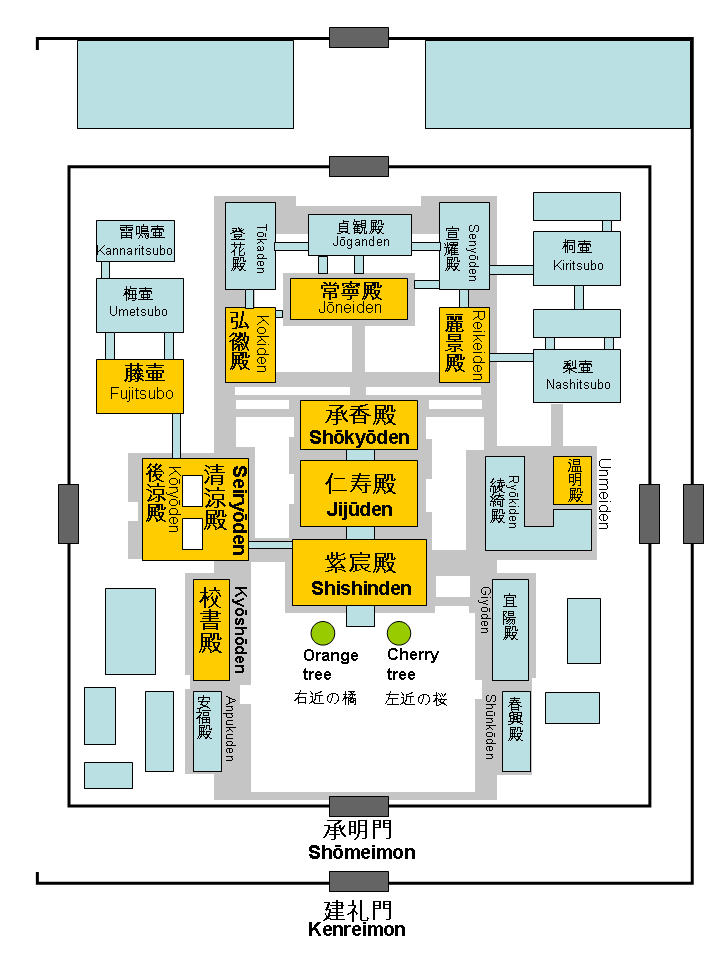
Palazzo Heian con il Nashitsubo.

Il Nashitsubo no gonin (梨壺の五人?, I cinque membri della camera del pero) era un gruppo di poeti kasen e studiosi giapponesi del periodo Heian. Si riunirono nel Wakadokoro (和歌所?, Ufficio della Poesia), un ufficio appositamente attrezzato nel palazzo imperiale, per compilare l'antologia poetica Gosen Wakashū per ordine dell'imperatore Murakami nel 951. Crearono anche l'indice di lettura kundoku (訓読?) per i testi del Man'yōshū.
Il gruppo comprendeva i seguenti 5 Yoryūdo (寄人?):
- Ōnakatomi no Yoshinobu (大中臣能宣?), (921–991)
- Minamoto no Shitagō (源順?), (911–983)[1]
- Kiyohara no Motosuke (清原元輔?), (908–990)
- Sakanoue no Mochiki (坂上望城?), (date di nascita e morte sconosciute)
- Ki no Tokibumi (紀時文?), (922–996)